# 神池县
神池县在中国山西省西北部，是忻州市所辖的一个县。总面积为1456平方公里，2003年人口为10万人。

## 历史沿革
春秋时属北锹之国楼烦地；西汉属楼烦县；北周为神武县；明洪武七年（1374年）设神池堡；清雍正三年（1725年）改神池县。

## 行政区划
神池县下辖3个镇、7个乡：
龙泉镇、义井镇、八角镇、东湖乡、贺职乡、长畛乡、烈堡乡和大严备乡。

## 人口
根據第七次人口普查數據，截至2020年11月1日零時，神池縣常住人口75757人。

## 交通
- 338国道过境。

## 特产
神池胡油、月饼、麻花、油食：中国地理标志产品。